# Danzaterapia

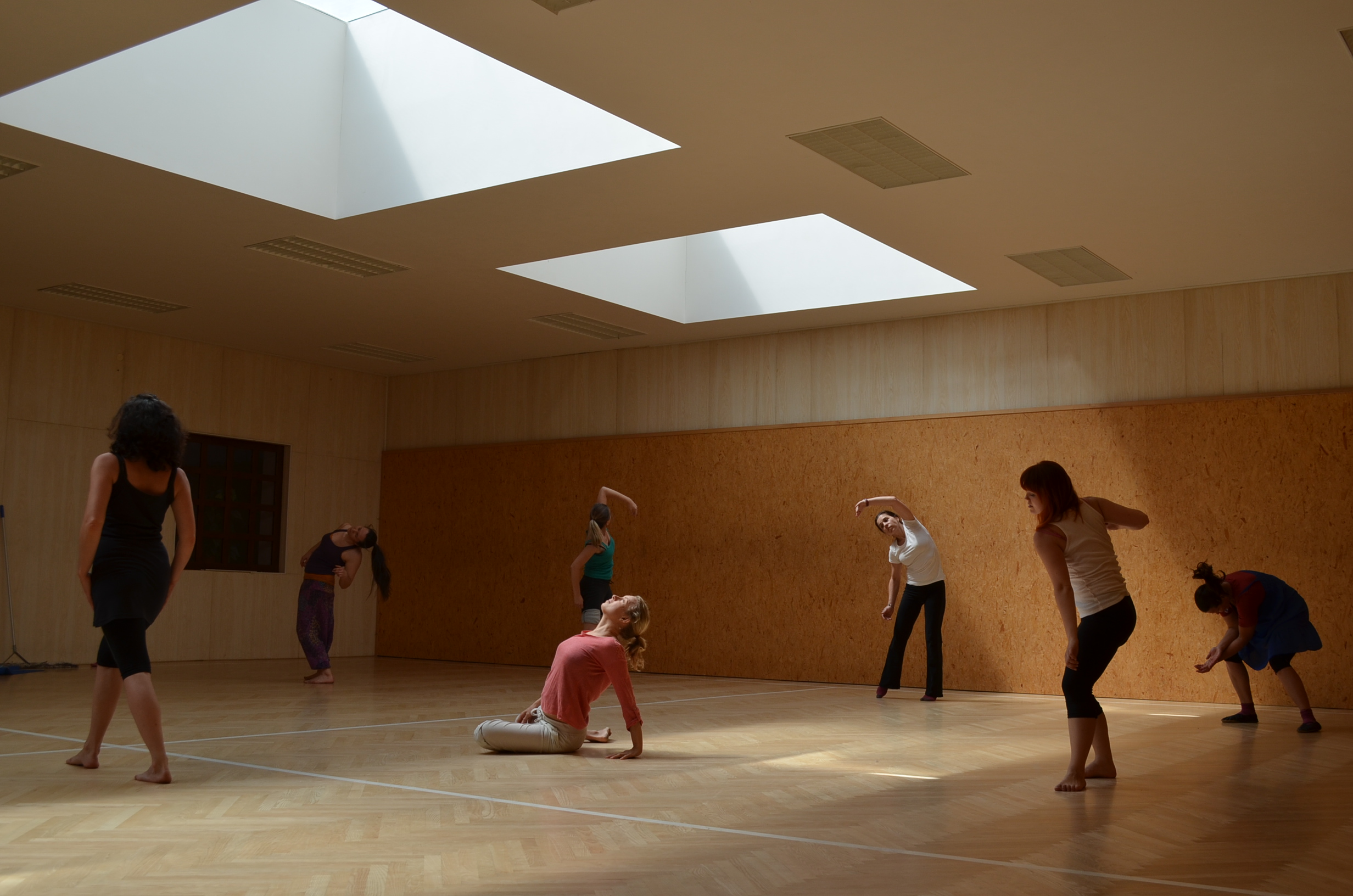
Una sessione di danza-terapia.

La danzaterapia è un'arteterapia nella quale il terapista utilizza il corpo e il movimento come mezzo primario per raggiungere degli scopi terapeutici. È quindi una tecnica di riabilitazione che utilizza l'espressività corporea per regolare le emozioni e migliorare il sé psicofisico dell'individuo.

## Storia
La danzaterapia ha radici che vanno indietro nei tempi: nelle danze di celebrazione e di crisi, nelle danze che definiscono identità di gruppo o individuali, per esempio la Santeria. Prima che negli USA (i primi dati risalgono al 1940) la danzaterapia era già impiegata nel Regno Unito agli inizi del XX secolo.
Marian Chace, seguace degli insegnamenti di Mary Wigman, è considerata una tra i fondatori in America della danzaterapia. Marian Chace vede la danza come un mezzo attraverso il quale la persona può comunicare le proprie necessità e bisogni, le proprie emozioni e sofferenze. Negli anni Trenta fonda una scuola di danza a Washington, in questa occasione ha modo di osservare alcuni suoi allievi e ciò che con il corpo comunicano, acquisendo una maggiore comprensione sulla comunicazione non verbale. Inizia a focalizzare l’attenzione sull’io interiore di ogni danzatore e sul rapporto tra emozioni e movimenti. Propose alcuni atelier di danza per la comunicazione, centrandoli sulla relazione non verbale. In questo modo riscopre la danza come un mezzo dal grande valore comunicativo, grazie al quale anche chi non è in grado di relazionarsi attraverso il linguaggio verbale può comunque esprimersi. Nel 1966, insieme ad altri danzaterapeuti, fonda l’American Dance Therapy Association, che ad oggi è una delle più importanti istituzioni internazionali di Danzaterapia.

## Principi
L'idea di base è che il corpo e la mente siano inseparabili e dunque: 
- i movimenti del corpo nello spazio, i movimenti degli arti e l'interazione con il gruppo riflettono la personalità, lo stato emotivo dei soggetti, nonché la situazione ambientale in cui si trovano per esempio a disagio piuttosto che sentirsi al sicuro in un ambiente protetto;
- attraverso la relazione tra il terapeuta e il paziente, o tra l'operatore e il praticante che si instaura grazie innanzitutto ad un rapporto di fiducia, alla purezza del suono oloquantico appartenente ad un genere musicale meditativo come la campana tibetana, ai mantra, alla terapia della respirazione e poi al movimento e al dinamismo della gestualità come espressione e rivelazione, associando dei contenuti ad una serie di gesti arcaici in una accezione antropologica, più comunemente codificati come Mudra, oltre che ad un ambiente appropriato e confortevole, in termini di abbigliamento senza scarpe e calze, comodo e idoneo per la danza, di spaziosità rapportata al numero di partecipanti, di silenziosità, di luminosità, di temperatura ambiente idonea, di una pavimentazione adatta, per esempio in legno come parquet e per l'assenza di ostacoli in cui inciampare o sbattere nelle varie evoluzioni della danza come espressione della volontà di cambiamento, insomma secondo tale prospettiva la danzaterapia può stimolare e favorire un potenziale cambiamento emotivo e del comportamento, oppure può indurre il rilassamento per fronteggiare lo stress quotidiano, ma può fare emergere i blocchi latenti nella nostra psiche che impediscono di affermare la nostra realizzazione nella vita quotidiana come persona, con regressioni che vanno gestite da un terapeuta qualificato;
- i cambiamenti che avvengono impiegando varie articolazioni del movimento possono avere un effetto globale sul benessere psicofisico della persona[2].